# François Muratet
Pour les articles homonymes, voir Muratet.
Œuvres principales
- Le Pied-Rouge
- Tu dormiras quand tu seras mort

François Muratet, né le 27 janvier 1958 à Casablanca au Maroc, est un écrivain français.

## Biographie
Guitariste de rock, adepte du jeu de go, de boxe française et d'arts martiaux, il a également été militant politique. Devenu auteur de roman policier, il se reconnaît aujourd'hui comme auteur de « littérature d'intervention ». Plusieurs de ses romans furent primés. Il est le père de Louis Muratet, auteur de livres pour enfants.
Depuis 2011, il enseigne l'histoire et la géographie à l'ESPE de l'Académie de Versailles, après avoir été professeur de lycée professionnel, puis de collège à Tournan-en-Brie. Il fait partie, un temps, du conseil municipal de sa ville.

## Œuvres
- Le Pied-Rouge[3], Le Serpent à Plumes, 1999Réédition Gallimard, coll. « Folio policier » no 330, 2004 - Prix SNCF du polar, prix de la Truffe noire de Cahors[4]
- Stoppez les machines[5],[6], Le Serpent à Plumes, 2001Réédition Actes Sud, coll. « Babel noir » no 23, 2008 - Prix Rompol du polar
- La Révolte des rats, Le Serpent à Plumes, 2003
- Tu dormiras quand tu seras mort[7],[8],[9], Joëlle Losfeld, 2018Prix du Noir historique[10]

## Sources
: document utilisé comme source pour la rédaction de cet article.
- Claude Mesplède (dir.), Dictionnaire des littératures policières, vol. 2 : J - Z, Nantes, Joseph K, coll. « Temps noir », 2007, 1086 p. (ISBN 978-2-910-68645-1, OCLC 315873361).